# Darżynko
Darżynko (kaszb. Nowé Dôrżëno, niem. Neu Darsin) – wieś w Polsce położona w województwie pomorskim, w powiecie słupskim, w gminie Potęgowo.
W latach 1975–1998 miejscowość administracyjnie należała do województwa słupskiego.

## Nazwa
Nazwa miejscowości jest tzw. chrztem nazewniczym i ma charakter pseudotopograficzny-relacyjny. Powstała przez zdrobnienie nazwy miejscowej Darżyno przy pomocy formantu -k-. Pierwotna niemiecka nazwa Neu Darsin, odnotowana po raz pierwszy w 1789, ma charakter relacyjny i jest przeniesiona z nazwy sąsiedniej miejscowości Darsin „Darżyno” z wyróżnikiem neu „nowy”.
Rada Języka Kaszubskiego proponuje kaszubską formę nazwy Darżënkò.